# Cugnoli
Cugnoli is een gemeente in de Italiaanse provincie Pescara (regio Abruzzen) en telt 1642 inwoners (31-12-2004). De oppervlakte bedraagt 16,0 km², de bevolkingsdichtheid is 111 inwoners per km².

## Demografie
Cugnoli telt ongeveer 634 huishoudens. Het aantal inwoners daalde in de periode 1991-2001 met 4,7% volgens cijfers uit de tienjaarlijkse volkstellingen van ISTAT.
| Jaar | Inwoneraantal |
| ---- | ------------- |
| 1991 | 1752          |
| 2001 | 1669          |

## Geografie
De gemeente ligt op ongeveer 331 m boven zeeniveau.
Cugnoli grenst aan de volgende gemeenten: Alanno, Catignano, Civitaquana, Nocciano, Pietranico.